# Lepilaena cylindrocarpa
Lepilaena cylindrocarpa là một loài thực vật có hoa trong họ Potamogetonaceae. Loài này được (Körn. ex Müll.Stuttg.) Benth. mô tả khoa học đầu tiên năm 1878.